# Спиридон Проскурник

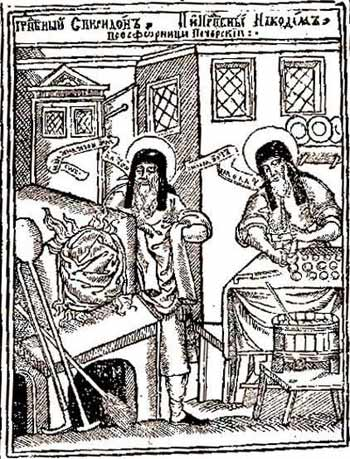
Святий Спиридон та Никодим Проскурники. Гравюра печерського гравера Іллі. Київ, 1661 рік.

Спиридон Проскурник (12 століття, Київ) — древньоруський святий, чернець Печерського монастиря. Преподобний. 
Жив за часів печерського ігумена Пимена Пісника (1132-1141). Колишній селянин, не навчений грамоти, Спиридон прийшов до монастиря у зрілому віці. Самотужки навчився читати, завчив напам'ять Псалтир, який читав під час роботи цілодобово. "Патерик Печерський" оповідає про те, як одного разу Спиридон у чудесний спосіб загасив пожежу в пекарні. За велінням ігумена Пимена, допомагав пекти проскури прп. Никодиму проскурнику.
Життя багатьох ченців Печерського монастиря дістало відображення в гравюрах XVII-XVIII ст. Один з перших іконографічних портретів Спиридона надрукований у "Патерику Печерському" 1661 р., зробив гравер Києво-Печерської лаври Ілля.  
Збереглося зображення ченця в монументальних розписах лаврських храмів.
Приставився святий у віці 50-60 років
Його мощі спочивають у Ближніх печерах, поряд з мощами Никодима Проскурника, Афанасія Печерського та Ісакія Затворника.
Пам'ять 11 жовтня і 13 листопада.

## Джерело
- Словник персоналій Національного Києво-Печерського історико-культурного заповідника[недоступне посилання з липня 2019] — ресурс використано за дозволом видавця.

1. ↑  Ірина ЖИЛЕНКО СВЯТИНЯ ІСТОРІЯ КИЄВО-ПЕЧЕРСЬКОЇ ЛАВРИ Том 1 XI-XVI ст.2001